# Kim Pyong-il
Kim Pyong-il 김평일(Korean udtalelse: [kim.pʰjʌŋ.il]; født 10. august 1954, Pyongyang, Nordkorea) er nordkoreansk politiker og en yngre halvbror til den tidligere leder af Nordkorea, Kim Jong-il, han er den sidste nulevende søn af den tidligere leder og præsident af Nordkorea Kim Il-sung. Han er den nuværende ambassadør for Nordkorea i Tjekkiet.